# Anton (fiume)
Il fiume Anton è un fiume della contea inglese di Hampshire, ed è un affluente del fiume Test.
Ha origine a nord della città di Andover e scorre al centro della città stessa. Attraversa poi le località di Upper Clatford, Goodworth Clatford e Cottonworth prima di immettersi nel fiume Test, a sud di Chilbolton.